# Tom Lister, Jr.
Pour les articles homonymes, voir Lister (homonymie).
Ne doit pas être confondu avec le catcheur japonais également nommé Zeus (Kensho Obayashi).
Thomas Duane Lister, Jr. connu sous le nom de Tommy Lister, Jr. et de son diminutif "Tiny", est un catcheur, acteur et producteur américain, né le 24 juin 1958 à Compton (en Californie, États-Unis) et mort le 10 décembre 2020 à Marina Del Rey.

## Biographie

### Jeunesse et formation
Tom Lister est le second des quatre enfants de Tommy Lister, un chauffeur routier, et de Mildred Faye Lister, mère au foyer. À sa naissance il est frappé d'une maladie ophtalmologique entraînant une cécité permanente de son œil droit. Il suit ses études secondaires au Palomar College (en) puis au Long Beach City College (en), ses performances athlétiques, notamment en lancer du poids, lui permettent d'obtenir une bourse pour suivre des études à l'université d'État de Californie de Los Angeles. Durant ses années universitaires, il remporte le championnat de lancer du poids de la NCAA Division II, il pratique également le football américain et commence à se présenter à des auditions pour obtenir des rôles au cinéma ou pour des téléfilms.

### Carrière

#### En tant qu'acteur
En 1984, il fait ses débuts d'acteur dans la série télévisée 1st & Ten (en) de HBO où il tient de rôle d'Otis pendant 25 épisodes.

#### En tant que catcheur
Tiny fait ses débuts de catcheur le 25 avril 1989, sous le nom de Zeus, dans un combat qui l'oppose à Hulk Hogan.

### Démêlés avec la justice
De novembre 2005 à juin 2007, Tiny monte une arnaque à la fraude hypothécaire avec l'aide d'un comptable, d'un ancien agent de crédit hypothécaire, d'un agent immobilier, d'un ancien directeur de banque et d'un ancien agent d'entiercement pour acquérir quatre propriétés. Avec ses complices il a fabriqué et usé de faux bancaires, de faux dossiers d'entiercement pour tromper les banques. Son escroquerie lui rapportera 1,146 million de dollars avant de faire défaut sur les quatre hypothèques. Les banques ont perdu 3,8 millions de dollars.
En 2012, après une enquête du FBI et de l'Internal Revenue Service (agence du gouvernement fédéral des États-Unis qui collecte l'impôt sur le revenu), il comparait devant la cour fédérale de Los Angeles, où il plaide coupable,. Sont également présents ses complices : la fiscaliste Arcelia Chavez, l'agent de crédit hypothécaire Sami Sager Sweiss, l'agent immobilier Jason Patterson, un ancien directeur de succursale de la  Washington Mutual Bank identifié uniquement sous ses initiales JR, et l'ancien agent d'entiercement Wanda Tenney. Le 26 janvier 2015, le jugement est rendu, il échappe à une peine de 5 ans de prison, mais est condamné à restituer les sommes détournées et à des travaux d'intérêt général.

### Vie privée et mort
En 2003, il épouse Felicia Forbes, une missionnaire et pasteure originaire de l'Afrique du Sud, le couple donne naissance à un fils Thomas Duane Lister III, les relations dans le couple sont orageuses.
À 55 ans, Lister souffrait de diabète de type 2. Lister a reçu un diagnostic de COVID-19 vers août 2020 et a surmonté la maladie. Il est tombé malade avec des symptômes similaires à COVID-19 une deuxième fois début décembre, présentant une faiblesse et des difficultés respiratoires, ce qui l'a contraint à annuler le tournage d'un film. Sa manager Cindy McGowen, qui a déclaré qu'il n'était pas normal qu'il rate des tournages, s'est inquiétée et a envoyé son assistante chez lui pour lui donner des vitamines et des antibiotiques. Le 10 décembre, la police appelée pour vérifier Lister l'a trouvé mort chez lui à Marina del Rey, en Californie ; il avait 62 ans. Le bureau du coroner a enquêté sur la cause de son décès, qui était à l'origine soupçonné d'être dû à des complications du COVID-19. Cependant, le rapport d'autopsie final a révélé que la cause du décès était une maladie cardiovasculaire hypertensive et athérosclérose.[réf. nécessaire]

## Filmographie

### Cinéma et télévision
- 1985 : Runaway Train : Jackson, le gardien de prison
- 1986 : Huit Millions de façons de mourir (8 Million Ways to Die) : Nose Guard
- 1986 : Blue City : Tiny
- 1986 : Armé et dangereux (Armed and Dangerous) : Bruno
- 1986 : Booby Trap (en) (Wired to Kill) : Sleet
- 1987 : Glory Years (TV)
- 1987 : Étalage public (Warm Hearts, Cold Feet) (TV) : Mack "Truck" Jones
- 1987 : Extrême Préjudice : Monday
- 1987 : Le Flic de Beverly Hills 2 (Beverly Hills Cop II) : Orvis
- 1988 : Prison : Tiny
- 1988 : The Night Before (en) : le barman
- 1989 : Cadence de combat (No Holds Barred) : Zeus
- 1989 : Voyageurs sans permis (Homer and Eddie) : l'homme dans le bar avec une arme
- 1989 : Summerslam (vidéo) : Zeus
- 1989 : Midnight
- 1989 : Hulkamania 4 (vidéo) : Zeus
- 1989 : Survivor Series (vidéo) : Zeus
- 1989 : Chameleons (TV) : Luther
- 1984 : WWF Superstars of Wrestling (série télévisée) : Zeus (1989)
- 1990 : Secret Agent OO Soul
- 1990 : Le Prince de Bel-Air (série télévisée) saison 1 épisode 23 : Tiny
- 1990 : Think Big : Z
- 1991 : 9 1/2 Ninjas! : Cutter
- 1991 : Talkin' Dirty After Dark : Bigg
- 1991 : Sacré sale gosse (Dutch) : Cubey
- 1992 : Universal Soldier : GR55
- 1992 : Les Pilleurs (Trespass) : Cletus
- 1993 : La Revanche de Jesse Lee (Posse) : Obobo
- 1993 : Meteor Man : Digit
- 1994 : Immortal Combat : Yanagi
- 1994 : L'Homme de guerre (Men of War) : Blades
- 1995 : Hologram Man : Eightball
- 1995 : The Kangaroo : Sadran
- 1995 : The Set Up : Leon
- 1995 : Don Juan DeMarco : Rocco Compton
- 1995 : Friday : Deebo
- 1995 : Dernières heures à Denver (Things to Do in Denver When You're Dead) : House
- 1996 : WCW Uncensored (vidéo) : Z-Gangsta
- 1996 : A Thin Line Between Love and Hate : Tyrone
- 1996 : Barb Wire : Bouncer
- 1996 : American Summer (Phat Beach) : Tiny
- 1996 : Street Corner Justice : Angel Aikens
- 1996 : White Cargo : Zeno
- 1997 : Hoover Park
- 1997 : Killer per caso : Mobster #2
- 1997 : Le Cinquième Élément (The Fifth Element) : le président Lindberg
- 1997 : Flics sans scrupules (Gang Related) de Jim Kouf : Cutlass Supreme
- 1997 : Seule face au danger : Tiny
- 1997 : Jackie Brown : Winston
- 1998 : Butter : House
- 1998 : Shark in a Bottle : The Recruiter
- 1998 : The Players Club : XL
- 1998 : I Got the Hook Up : T-Lay
- 1999 : Judgment Day (TV) : frère Clarence
- 1999 : Wishmaster 2 (Wishmaster 2: Evil Never Dies) (vidéo) : Tillover
- 1999 : Supreme Sanction (TV) : Lester
- 1999 : Mercenaires (Stealth Fighter) : Berg
- 2000 : The Cheapest Movie Ever Made
- 2000 : Next Friday : Deebo
- 2000 : Circus : Moose
- 2000 : Little Nicky : Cassius
- 2001 : Slammed : Bubba
- 2001 : Keepin' It Real : A-Train Tranton
- 2001 : The Duo : Tiny Lister, Jr.
- 2001 : Black Caid
- 2001 : Soulkeeper : Chad
- 2001 : The Wash : Bear
- 2002 : Austin Powers dans Goldmember (Austin Powers 3 : Goldmember) : le 2e prisonnier
- 2003 : Confidence : Harlin
- 2003 : Love Chronicles : Alfonso
- 2003 : Hellborn : Smithy
- 2003 : Vegas Vamps
- 2004 : Choices 2 (vidéo)
- 2004 : Full Clip : Bumaye
- 2004 : Papas chéris (en) (My Baby's Daddy) de Cheryl Dunye : Drive-By
- 2004 : Never Die Alone : Rockie
- 2004 : El Padrino : T-Bone
- 2004 : Blast! : Smiley
- 2004 : A Night in Compton : Rainmaker
- 2004 : Dracula 3000 (TV) : Humvee
- 2004 : Hair Show : agent Little
- 2005 : The Rev (TV) : Tiny
- 2005 : County General : Big Murder
- 2005 : Very Bad Santa (Santa's Slay) : le pompiste
- 2006 : Forbidden Fruits : Jade
- 2006 : Esther, reine de Perse : Hegai, eunuque de la reine
- 2006 : Who Made the Potatoe Salad? : Monster
- 2007 : The Pink Conspiracy : The Duke
- 2007 : Da Block Party 2 (vidéo) : le père de CJ
- 2007 : Ascension Day : Will
- 2007 : Saul of the Mole Men (série télévisée) : John Henry Irons
- 2007 : Very Bad Strip, la cave se rebiffe ! (The Grand) : le garde du corps allemand
- 2007 : Lady Samurai : Big Luther
- 2007 : The Rimshop : Duncan
- 2007 : Miss B's Hair Salon : M. Biggs
- 2007 : Bone Dry : Mitch
- 2008 : Monsters ark : Gentry
- 2008 : The Dark Knight : Le Chevalier noir : le prisonnier tatoué
- 2009 : Super Capers de Ray Griggs (en) : Sarge
- 2010 : Un chien à la Maison-Blanche (First Dog) (TV) : Big Mike le camionneur
- 2015 : The Human Centipede III : le prisonnier
- 2016 : Zootopie : Finnick

### Production
- 1999 : Judgment Day (téléfilm) (producteur exécutif)
- 2011 : The Preacher's Family
- 2013 : White T (producteur exécutif)
- 2015 : No Weapon Formed Against Us (producteur exécutif)
- 2020 : Brutality (producteur exécutif)

### Clips
- 1992 : Remember the Time de Michael Jackson : un garde égyptien
- 2003 : Many Men du rappeur 50 Cent
- 2005 : Ridin' de Chamillionaire : le policier
- 2013 : I Told Em du rappeur French Montana
- 2013 : Santeria de Sublime : un malfrat, apaisant sa colère grâce au chien du groupe
- 2014 : Touchdown de O.T. Genasis

## Prix, distinctions et hommages
- 1995 : inscription sur le Hall of Fame (salle de la renommée) de l'université d'État de Californie de Los Angeles[14]
- 2008 : inscription sur le  Hall of Fame (salle de la renommée) de l'USTFCCCA Division II[15].